# Tera trener tigo
Tera Trener TIGO (engl. Thera Trainer TIGO) mašina je nove generacije, prilagođena posebnim potrebama pacijenata pri rehabilitaciji posle većih preloma, moždanih udara, poboljšanju motorike kod kvadriplegičara i paraplegičara. To blagotvorno podstiče mobilnost i ima pozitivan efekat na mnoge druge aspekte zdravlja. Prilagođen je različitim potrebama korisnika. Zbog česte nepokretnosti nekih od ekstremiteta pacijenata, na samoj mašini postoje priključci za fiksiranje kolica ili stolica na kojima pacijenti sede u toku vežbanja. Pedale se lako fiksiraju posebno za noge i posebno za stopala. Kod lakših povreda i bolesti, fiksiraju se samo stopala, a kod težih se fiksiraju cele noge. 

## Raznovrsnost
Različiti modeli Tera Trenera doprinose lakšem dostizanju ciljeva, kako rehabilitacije tako i održavanja ili poboljšanja kondicije u kućnim uslovima. Nudi pravu spravu za svaku fazu rehabilitacije, tako da se lakše može postići cilj terapije. Asortiman uređaja nudi niz rešenja za svakodnevne aktivnosti, čak i za održavanje vašeg zdravlja i kondicije i kod kuće.
Postoje tri linije proizvoda: prva je za biciklizam, druga stojeći, treća je za balansiranje i hod. Svaka linija ima svoje modele i prateću opremu uz svaki model.
Jedan od kompleksnijih modela je Tera SB (engl. Thera-meki SB), softver terapija dizajnirana za hodanje i balansiranje, kao i treniranje centra za ravnotežu.
Softver nudi sadržaje zasnovane na dokazima i cilja poboljšanja zdravstvenog stanja pacijenta. Jednostavan je za korištenje i dizajniran jasno. Dokumentacija i evaluacija daju informacije o procesu terapije. Adaptacija stepena težine zadatka na individualnom nivou sposobnosti je moguća. Pacijenti rade vežbe u granici njihovih mogućnosti bez rizika od prevelikih zahteva.

## Univerzalna Trener linija
Tera trener je razvijen kao univerzalno sredstvo za vežbanje. Ispunjava najnovije standarde kvaliteta i bezbednosne standarde. Posebno je pogodan za potrebe pacijenata zahvaljujući mogućnostima softvera i dodatne opreme. Tera trener je dostupan u različitim modelima sa dodatnom opremom.

## Ergonomska prilagodjenost korisnicima

### Mobilnost za svaki zahtev
Sa Trenerom TIGO (engl. Trainer Tigo), sve potrebne korekcije mogu se brzo i lako postići. Visina i udaljenost od ručke sigurnosti i gornjeg dela tela, spravu možemo individualno prilagoditi tako da odgovara visini korisnika. Uz pomoć fiksatora za kolica ili stolicu, može se podesiti blizina mašine koja najviše odgovara pacijentu ili korisniku.

## Sigurno, lako i udobno
Pedale se fiksiraju za noge i posebno za stopala, bez izazivanja grčenja mišića. Kod lakših povreda i bolesti, fiksiraju se samo stopala, kod težih se fiksiraju cele noge. Drugi sigurnosni aspekt je da stopalo može brzo biti ponovo oslobođeno. Razvijeno je savršeno rešenje i testirano je u najtežim uslova.

## Nasloni za ruke
Nasloni za ruke (engl. Therapi Grips) omogućavaju da se održi udoban položaj tela sa tri različite pozicije stiska. Ako se ne možete držati rukama u toku terapije, možete da obezbedite svoj donji deo ruku na naslone specijalno dizajnirane za tu namenu.
Ovo je najbolji način da se obezbede paralizovane ili slabe ruke. Sve rukohvate terapija ili nasloni za ruke mogu se menjati bez upotrebe alata i lako se peru.

### Intuitivni kontrolni displej širokih mogućnosti
Ekran je interfejs između ljudi i tehnologije. Programeri pridaju veliki značaj, ne samo savremenoj tehnologiji ekrana, već i lakom rukovanju i jasnim tasterima i ekranima. Sve je na pogled dostupno i vidljivo.
Jedinica ima operativni ekran koji je intuitivan za korištenje i daje jasan pregled svega. Koristi se pomoću velikih tastera membrane ili ekrana na dodir (engl. touchscreen) polja. U svakom trenutku možemo zaustaviti, pokrenuti, pauzirati trening. Mogu se pojedinačno podesiti važni parametari treninga, kao što su broj obrtaja, otpora kočenja, smer okretanja, vreme vežbanja, itd u bilo kom trenutku, bez promene ekrana.

## Programi i igrice za vežbanje

### Programi koje podešavaju medicinski radnici, zavisno od stanja pacijenta
1. Neuro (engl. Neuro)

U ovom programu postoji više varijanti vežbi: 
- Početni/blagi (engl. Fine)
- Srednji (engl. Medium)
- Napredni (engl. Rough) - kada su grčevi kod pacijenta veliki;

1. Orto
2. Kardio
3. Izokinetički (engl. Isokinetic)

### Programi koje i sami pacijenti mogu da pokrenu (igrice)
1. Golman
2. Helikopter (engl. Helicopter)
3. Jež
4. Automobili (engl. Car)
5. Planete (engl. Planet)
6. Grupna terapija (engl. Group Therapy)[8]

### Vežbe
Smer kretanja u toku vožnje bicikla zavisi od jačine, odnosno brzine okretanja pedala. Ukoliko se brže pokreće leva pedala, ide se u desnu stranu. Ukoliko se brže okreće desna, ide se u levu stranu.
- Uzmimo Tera Trener (engl. Thera Trainer)[1], helikopter za vožnju: naš zadatak je da helikopter leti gore ili dole podešavanjem brzine i pomeranjem oko balona. Bićete iznenađeni koliko je zabavno da se ostvari sa ovim biofidbek (engl. biofeedback).
- Golman: igra u kojoj pomeramo golmana levo i desno, okretanjem pedala brze ili sporije u zavisnosti od smera kretanja i jačine kojom lopta ide ka golu.
- Jež: igra u kojoj se jež pomera levo/desno da bi probušio što više balona.
- Automobili: podešavamo brzinu automobila bržim ili sporijim okretanjam pedala. Pri ulasku u krivine brže okrećemo levu pedalu da bi išli u desno i obrnuto.
- Planete: let kroz svemir, izbegavamo komete koje nam lete u susret.

Ko ne uživa u vožnji bicikla kroz šumu i brda? Opcija biofidbek „Bike Tour” je terapijska vežba u kojoj nekoliko ljudi voze bicikl kroz centar grada, kroz šumu ili pored reke,vozeći brzo ili sporo po potrebi.
Ovo je odličan trening izdržljivosti.

## Biofidbek(engl.) za individualnu terapiju

### Motivacija
Kod biofidbek programa, korisnici uče kako da otkriju telesne funkcije, što inače prolazi nezapaženo. Procesi, aktivnosti i signali u telu (BIO) se mogu detektovati korišćenjem povratne informacije. Parametri za obuku se mogu izmeriti i - kao i povezati sa audio ili vizuelnim signalima - preko softvera za obuku. Ovi signali se takođe prenose preko ekrana i/ili zvučnika. Možete odmah videti i/ili čuti šta vaše telo radi.
Zahvaljujući motivisanju biofidbek ilustracije, korisnici ostvaruju svoje koordinativne i kognitivne sposobnosti, bez i najmanjeg napora. U tome im pomaže Avatar (grafičko predstavljanje sopstvenog lica) da ispuni različite zadatke. Aktivno i značajno stanje obuke koje donosi zabavu i motiviše korisnike.

## Biofidbek(engl.) za grupnu terapiju
Trening grupa pruža dodatnu motivaciju i zabavnije je vežbati u društvu. Opcija biofidbek je grupa koja dozvoljava do četiri korisnika da vežbe vrši istovremeno pred velikim ekranom sa ili u konkurenciji jedni sa drugima. Korisnici mogu da se odluče da li žele da vežbe rade sami ili sa drugima u grupi.
Ta grupna biofidbek opcija za Tera trenere kombinuje prednosti grupne terapije sa važnim konceptima u učenju teorije.
- Ponavljanje treninga dovodi do uspešnijeg poboljšanja zdravlja i kondicije
- Trening povećava motivaciju za obuku
- Biofidbek (engl. Biofeedback) obezbeđuje ciljane povratne informacije o performansama
- Grupna terapija promoviše i zaista neophodnu interakciju između pacijenata, mašine i terapeuta.

Biofidbek postoji u više varijanti:
- Skala simetričnosti
- Put simetričnosti
- Pasivno (engl. Passive) - kada je pacijent 100% nepokretan.

## Najefikasnija terapija
Ključni faktori za uspešnu rehabilitaciju sposobnosti hoda su - prema brojnim istraživanjima u oblasti motorike učenja - intenzitet terapije i ponavljanje.

## Inovacije i poboljšanja
Tera trener (engl. Thera Trainer TIGO) konstantno razvija tehnologiju kako bi u svakom trenutku mogao da ponudi najnovije i najbolje inovacije i poboljšanja.
U jednoj od novih prezentacija, predstavljen nam je novi, veći ekran, dijagonala 7 inča, sa naprednim kontrolama koji će zameniti kontrolnu jedinicu od 5,7 inča.
Poboljšanja:
- Veća rezolucija (800x480 piksela)
- Poboljšana zasićenost boja
- Veća snaga obrade za bolje performanse
- Tasteri postaju tasteri na dodir
- Bežično povezivanje (za grupnu terapiju)

## Proizvodnja
Da bi se proizveo Tera trener, osoblje koristi oko 2.500 pojedinačnih komponenti. Ovo mnogo govori o kretanju vežbača. Ali samo 15 tih komponenti Medika (engl. Medica) kupuje u inostranstvu - to je 0,6%, sve ostalo se proizvodi u Nemačkoj. Zbog toga se smatra da je ovaj proizvod, obeležen oznakom „Proizvedeno u Nemačkoj”, kvalitetan, sa dugom garancijom i pogodan za sve vrste vežbanja. Zbog toga dobija prestižne nagrade za kvalitet i dizajn.

## Osvajanje nagrade Crvena Tačka (engl.)
Nagrađivani dizajn kvaliteta: Trener Mobi trijumfovao je u „Red Dot Award: Product Design 2016”
U 2016. godini, vežbač trener Mobi je nagrađen nagradom Crvena Tačka, međunarodnom nagradom za visok kvalitet i dizajn. Učesnici iz 57 zemalja su registrovali oko 5.200 proizvoda. Podsticaj proizvodima i inovacijama za „Red Dot Award: Product Design 2016”. Samo proizvodi, koji se pored postavljanja svojim odličnim dizajnom, dobiju dragoceni pečat kvaliteta od strane međunarodne žirija za nagradu Crvena Tačka.

## Spoljašnje veze
- https://www.thera-trainer.de/en/thera-trainer-products/cycling/thera-trainer-tigo%5B%5D
- https://www.thera-trainer.de/en/thera-trainer-products/ Архивирано на веб-сајту  (1. децембар 2017)
- http://www.medicotech.co.uk/downloads/THERA-TRAINER%20-%20TIGO%20RANGE%20USER%20MANUAL.pdf Архивирано на веб-сајту  (18. август 2016)
- https://www.thera-trainer.de/en/thera-trainer-products/ Архивирано на веб-сајту  (1. децембар 2017)
- https://www.thera-trainer.de/en/home/ Архивирано на веб-сајту  (27. октобар 2017)
- https://www.thera-trainer.de/en/thera-trainer-products/standing-balancing/thera-trainer-balo Архивирано на веб-сајту  (1. децембар 2017)
- http://www.medicotech.co.uk/ Архивирано на веб-сајту  (10. јул 2017)
- http://www.medicotech.co.uk/disabled-bikes.html Архивирано на веб-сајту  (29. новембар 2016)
- https://www.thera-trainer.de/downloads/download-center/?tx_halmathera_theradownloadsfe%5Baction%5D=list&tx_halmathera_theradownloadsfe%5Bcontroller%5D=Download&cHash=602b7935c63875bb3dc5d953212cfc34%5B%5D
- https://www.thera-trainer.de/en/download/download-center/studien-erfahrungsberichte/studien/cycling/%5B%5D
- https://www.thera-trainer.de/en/thera-trainer-products/alleinstellungsmerkmale/ein-ergonomisches-multitalent/ Архивирано на веб-сајту  (1. децембар 2017)
- https://www.thera-trainer.de/en/thera-trainer-products/alleinstellungsmerkmale/thera-trainer-fusssicherung/ Архивирано на веб-сајту  (1. децембар 2017)
- https://www.thera-trainer.de/en/thera-trainer-products/alleinstellungsmerkmale/therapiegriffe-armauflagen/ Архивирано на веб-сајту  (1. децембар 2017)
- https://web.archive.org/web/20171201030744/http://www.red-dot.sg/en/?gclid=CJ2Hr72i-dMCFVmLsgodw-ULkQ
- https://www.thera-trainer.de/en/thera-trainer-products/alleinstellungsmerkmale/bedien-und-anzeigeeinheit-cycling/ Архивирано на веб-сајту  (1. децембар 2017)